# Braunsapis albolineata
Braunsapis albolineata är en biart som först beskrevs av Cockerell 1934.  Braunsapis albolineata ingår i släktet Braunsapis och familjen långtungebin. Inga underarter finns listade.